# Phusion Passenger
Phusion Passenger (informell auch als mod_rails und mod_rack bekannt) ist ein Modul für den Apache HTTP Server und nginx zur Bereitstellung von Ruby-Webanwendungen, die das Rack-Interface einhalten, insbesondere für Ruby-on-Rails-Applikationen, sowie von Python- und Node.js-Webanwendungen. Das Modul löste mod ruby ab. Es ist als Gem-Paket verfügbar und wird unter unixartigen Systemen unterstützt, etwa Unix und Linux.
Phusion Passenger wurde zeitweise von den Entwicklern von Ruby on Rails als bevorzugte Methode, um Ruby-on-Rails-Applikationen zu deployen, empfohlen. Eine Umfrage von 2009 über Rails-Hosting mit 1215 Befragten ergab, dass fast ausschließlich Phusion Passenger und Mongrel zum Deployen von Rails-Applikationen auf Produktivsystemen verwendet werden, wobei Phusion Passenger etwas häufiger verwendet wird. Eine Datenbank zur Messung der Popularität und Aktivität von Ruby-Bibliotheken gibt Puma und Unicorn als ähnlich beliebte und unterstützte Alternativen an.
Außerhalb des Produktiveinsatzes während der Entwicklung wird statt Phusion Passenger oft der mit Ruby ausgelieferte WEBrick verwendet.